# ヒントン列車衝突事故
ヒントン列車衝突事故（ヒントンれっしゃしょうとつじこ、英語: Hinton train collision）は、1986年2月8日にカナダ・アルバータ州ヒントン郊外のカナディアン・ナショナル鉄道（カナダ国鉄）線内において発生した列車衝突事故である。
VIA鉄道が運行する特急旅客列車「スーパーコンチネンタル号」と、カナダ国鉄が運行する貨物列車が正面衝突し、23名が死亡、71名が重軽傷を負い、カナダの鉄道史上最悪の事故である1947年にマニトバ州デュガルドにおいて発生した列車衝突事故 (en:Dugald rail accident) に次ぐ惨事となった。
事故後の調査の結果、貨物列車側の乗務員に重大な人為的過失があり、事故に繋がったことが明らかとなっている。

## 事故路線および当該列車の概要
事故現場は、カナダ国鉄が保有する大陸横断鉄道沿線のアルバータ州ヒントン郊外で、アルバータ州の州都エドモントンの西方にあたる。同路線は旅客運輸をVIA鉄道が担い、ジャスパーからエドソン (en:Edson, Alberta) にかけての区間、延長約160 kmの半分以上はカナダ国鉄およびVIA鉄道の共同運行路線であった。路線の信号機・分岐器など保安装置の管理は列車集中制御装置 (CTC) によって一括管理するシステムが採用されていた。
事故当日のVIA鉄道「スーパーコンチネンタル号」第4列車（以下「第4旅客列車」）は、以下の編成で運行された。
| 編成順 | 1                    | 2                    | 3      | 4        | 5          | 6        | 7        | 8                    | 9          | 10     | 11       | 12           | 13       | 14         |
| 車種   | 牽引機関車 (No.6566) | 牽引機関車 (No.6633) | 荷物車 | 座席客車 | ドームカー | 寝台客車 | 寝台客車 | 無動機関車 (No.6300) | 蒸気暖房車 | 荷物車 | 座席客車 | ラウンジカー | 寝台客車 | 蒸気暖房車 |

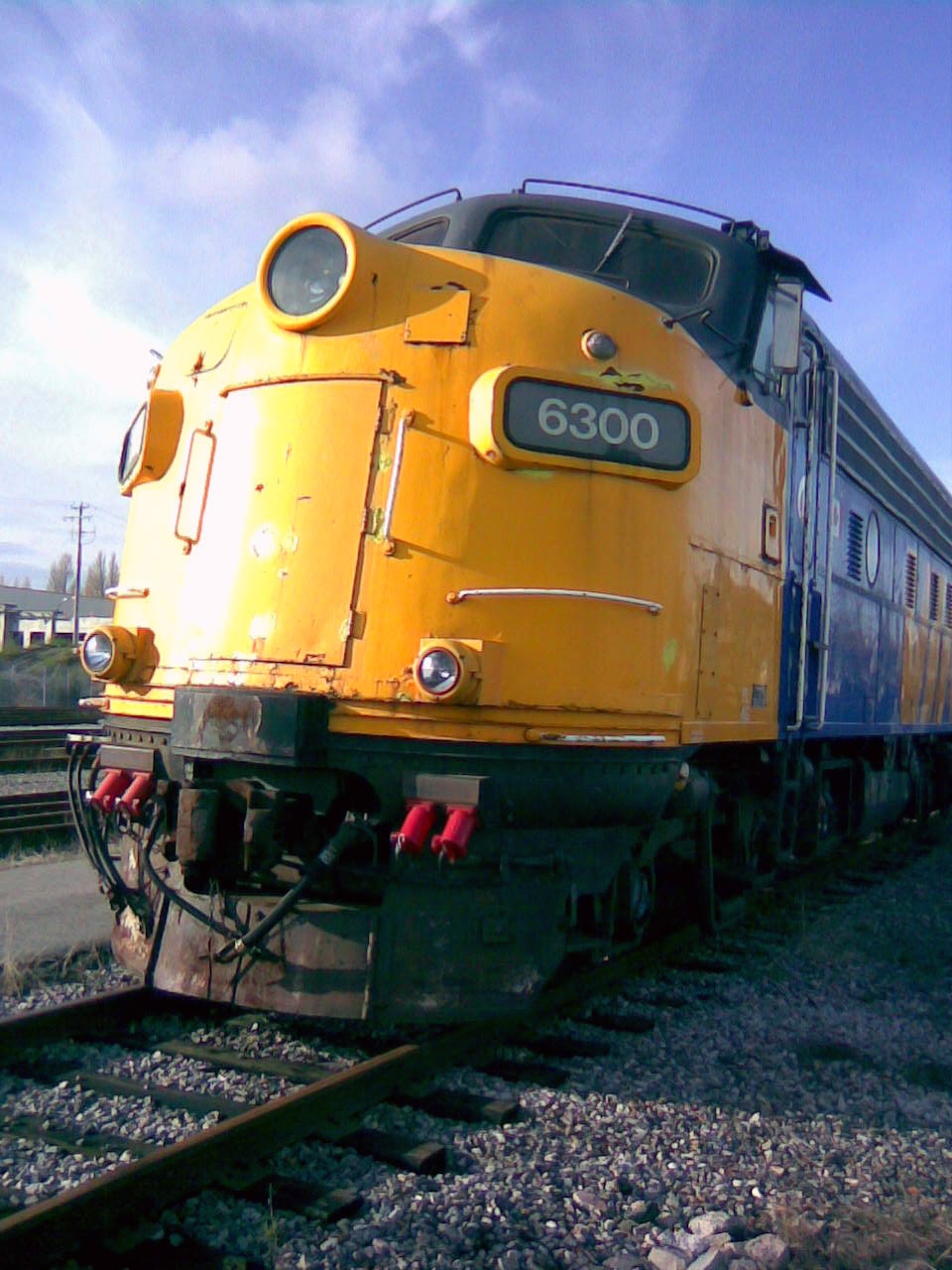
事故当日のスーパーコンチネンタル号に無動機関車として8両目に連結されていたVIA鉄道FP9-6300号。当日の牽引機、FP7とほぼ同形車である。

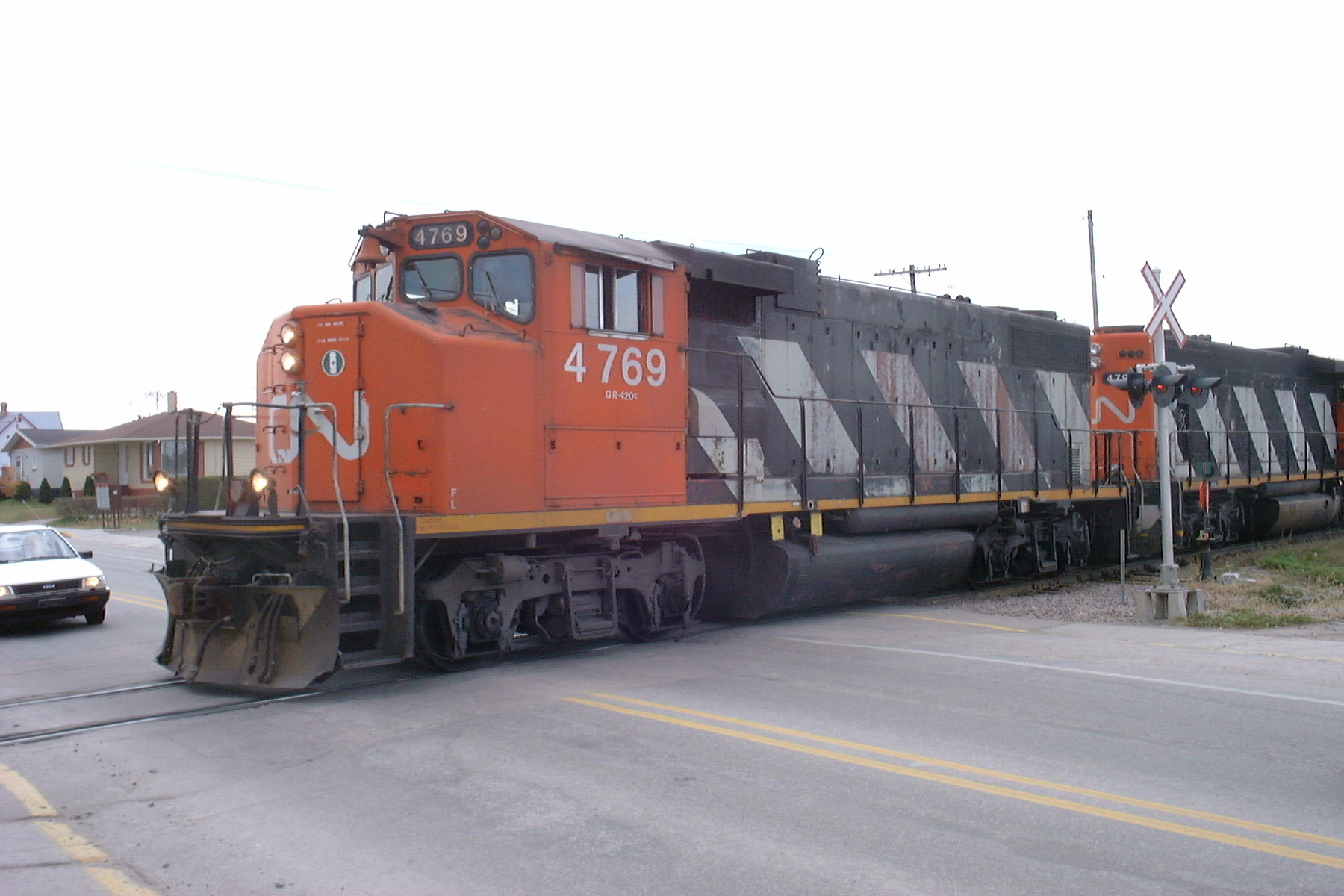
事故当日の第413貨物列車牽引機の1つ、カナダ国鉄所属のGP38-2形の同形車。

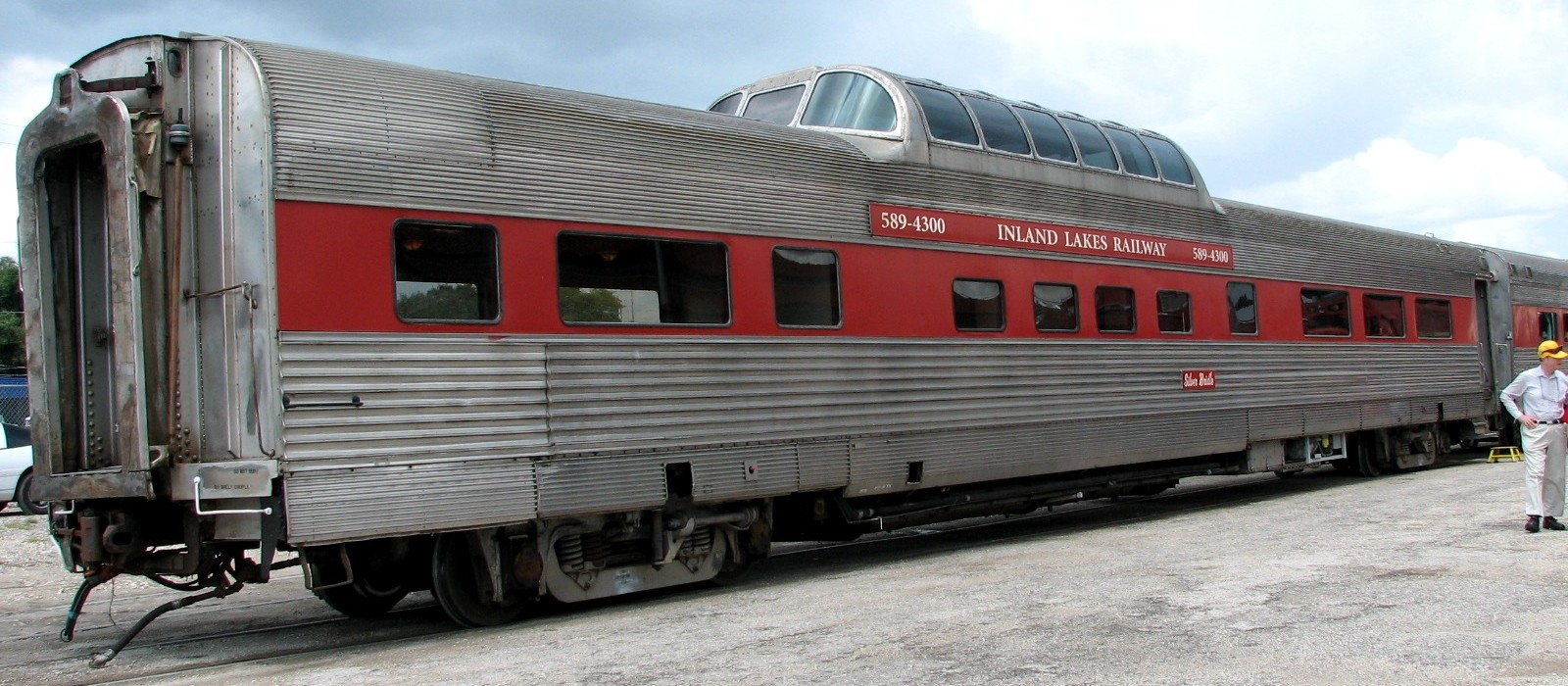
ドームカーの参考写真

FP7A (No.6566) とF9B (No.6633) の牽引機関車2両を含む先頭7両はバンクーバー発エドモントン行きの「スーパーコンチネンタル号」、中間機関車FP9A形 (No.6300) 以下後部6両はプリンスルパート発ジャスパー行きの「スキーナ号 (en:Jasper – Prince Rupert train)」で、ジャスパーにおいて両列車を併結し、以降「スーパーコンチネンタル号」としてエドモントンまで運行するという珍しい編成形態であった。また、ジャスパーにおいては工場へ検査入場する蒸気暖房車を編成最後尾へ1両増結し、また編成中間に位置するFP9(No.6300)は無動状態として、以降14両編成で運行された。乗客は94名、客室係を含む乗務員は14名、計108名が乗車した。
カナダ国鉄第413貨物列車（以下「第413貨物列車」）は、穀物を積載したホッパ車35両・硫黄を積載したホッパ車45両・タンク車20両などを連結した118両編成（積載重量11,616 t、列車延長1,867 m）を組成した。編成最後尾には制動装置の操作を行う緩急車を連結し、GP38-2型1両 (No.5586) およびSD40型2両 (No.5062・5104) の3両の機関車による三重連で運行された。先頭の機関車には機関士A（48歳）と機関助士B（25歳）が、緩急車には後部車掌C（33歳）がそれぞれ乗務した。
牽引機関車はいずれも電気式のディーゼル機関車であった。

## 事故に至る経緯
エドソンを現地時間6時40分に発車した第413貨物列車は、途中駅で東行きの通過列車を2本待避したのち、8時20分にハーグウェン (en:Hargwen, Alberta) の信号場へ差し掛かった。路線はここから先デールハースト (en:Dalehurst, Alberta) の信号場まで、2本の線路が経路の南北に分かれた別線方式による複線区間となっており、第413貨物列車は北回りのルートへ入線した。一方、同時刻に第4旅客列車はヒントンを約5分遅れで発車し、デールハースト信号場へ向かって走行中であった。
8時29分にデールハースト信号場における分岐器は南回りのルートへ開通、第4旅客列車を先に通し、北回りのルートを走行する第413貨物列車を列車交換のため停止させる設定がなされた。北回りのルートにおけるデールハースト手前4.15 kmに設置された信号機は「次の信号で停止」を意味する赤と黄色の2色が現示された。
ところが、第413貨物列車が同信号機を通過した際の速度は時速59マイル (95 km/h) に達しており、減速していないことはおろか同区間における最高運転速度50マイル (80 km/h) をも大きく超過していた。デールハースト手前149 mに設置された信号機は停止現示であったものの、第413貨物列車は信号を無視して分岐器を割り出し単線区間へ進入、8時40分、第413貨物列車がデールハースト信号場を通過して間もなく、第4旅客列車と第413貨物列車は正面衝突した。
衝突直後、双方の機関車より漏出した燃料から出火し、双方の牽引機関車、および第4旅客列車の3・4両目の荷物車・座席客車に引火、炎上した。また、衝突時の衝撃によって空中へ投げ出された第413貨物列車の貨車が第4旅客列車5両目のドームカーを直撃、二階部分に乗車していた旅客が犠牲となった。第4旅客列車の6両目以降の車両からも多くの負傷者が出たが、最後部12 - 14両目は脱線を免れた。
第413貨物列車は牽引機関車が大破・全焼したほか、先頭から76両目までの貨車が被災し、前述の通り衝突時の衝撃によって空中に投げ出された車両もあり、破砕大破した貨車群と積載物が重なり合ってうず高い山のような様相を呈する惨状となった。
この事故によって、双方の列車の機関士・機関助士計4名と第4旅客列車の乗客19名の計23名が死亡、乗客乗員71名が重軽傷を負った。乗客の犠牲者は大半が4両目の座席客車に乗車した旅客であり、同車両に乗車していた36名中18名が犠牲となった。

## 原因究明
第413貨物列車が信号を無視したことが最たる原因とされたが、機関士A・機関助士Bともに死亡したことから、信号無視の理由を明確にすることは不可能であった。ただし、遺体の検死によってAが薬物とアルコールを摂取した状態で業務に就いていたことが明らかとなり、またAはアルコールとタバコの過剰摂取によって健康状態が著しく悪化しており、心臓発作や脳卒中を発症するリスクが高まっていたことも判明した。
その後、事故調査委員会による調査が進められ、調査を担当したアルバータ州高等裁判所（女王座裁判所、en:Court of Queen's Bench of Alberta）に所属する検事は計56日にわたって実施された公聴会において、延べ150人の当事者から事情聴取し、証拠を収集した。調査報告書は1987年1月22日に公開され、その中でカナダ国鉄における安全を軽視した運行体制や乗務員の健康管理体制の杜撰さが浮き彫りとなった。担当検事はそのような体質を指して"Railroader culture"（鉄道員の悪しき文化）と厳しく糾弾した。
それによると、カナダ国鉄が運行する貨物列車においては、乗務員交代に際して運行時分短縮と燃料費削減を目的として列車を完全に停止させず、超低速で走行する列車から乗務員が飛び降り、交代要員が飛び乗ることによる乗務員交代が常態化していたことが明らかとなった。本来乗務員交代に際して義務付けられているブレーキ動作試験は無論行われておらず、カナダ国鉄経営陣はこのような行為を把握していなかったと主張したが、報告書はカナダ国鉄の管理責任を問うとともに、この慣習が安全規則を無視した違反行為であると指摘した。
機関士Aについては、薬物の副作用による居眠り、または心臓発作や脳卒中を発症するなどして、事故当時は意識を失った状態であった可能性が高いと結論付けられた。その上で、Aの健康状態は極めて深刻であり列車の乗務に耐えうる状態ではなかったにもかかわらず、カナダ国鉄による乗務員の健康管理体制が杜撰であったことから、Aの健康状態を正確に把握できず通常通り乗務させたことが事故に繋がったと断じた。
また、機関車に装備される安全装置の不適切な取り扱いが指摘された。機関車には「デッドマンペダル」と呼称される、走行中は常時踏下することが求められる安全装置（デッドマン装置）が装備されていた。この装置は居眠りなどによってペダルから足が外れると、アラームが鳴動し数秒後に自動的にブレーキが動作する機能を備える。しかし、多くの乗務員はペダルの常時踏下を強いられることを厭い、ペダル上に重量物を置くことによって、安全装置の機能を無効化する行為が常態化していたことが明らかとなった。もっとも、本事故においては牽引機関車が大破したため、Aがそのような不正手段を用いていたことを証明するには至らなかった。
当時、一部の機関車には、一定時間運転操作を行わないとアラームが鳴動し、そのまま放置するとブレーキがかかり、運転台に設置されたボタンを押下すると警告状態をリセットできる、より高度かつ機関士への負担の少ない安全装置（RSC、緊急列車停止装置）が従来の常時ペダル踏下式安全装置に替わって導入されつつあった。しかし、第413貨物列車の2両目の機関車にはRSCが搭載されていたものの、先頭機関車には搭載されていなかった。このことを踏まえ、労務環境改善のためRSCを搭載した機関車を先頭機関車として運用することをカナダ国鉄に対して勧告した。
さらに、報告書は第413貨物列車における機関車の乗務員A・Bと緩急車乗務の車掌Cとの意思疎通が不十分であったことを要因の一つに挙げた。ハーグウェン信号場通過に際しては、機関士Aより信号機が進行現示であることがCへ無線連絡されていたが、デールハースト信号場手前の信号機通過に際してはAより連絡がなかった点を指摘した。車掌の業務として列車が危険な状況に陥った場合は車掌弁を操作して非常ブレーキを動作させる責務があることを踏まえ、列車が制御不能な状態にあったものと判断し得なかったか否かを聴取に際してCに確認したところ、Cは体感速度を実速度より遅く感じていたことを理由として制御不能な状態にあるとは思わなかったと回答した。
また、Cは事故発生直後に列車運行管理担当者へ自ら無線連絡を行ったにもかかわらず、2台の無線機を用いて無線チャンネルを変えつつAへ通信することを試みたがC側の無線機の不調によって通信が不可能であったと、矛盾する証言をした。もっとも、報告書は仮にCの証言が事実であったとしても、異常を感知して列車を停止させるべき状況を看過したという別の誤った判断を下したものである、と結論付けた。

## 映像化作品
- 『クラッシュ!:衝突事故の真実と真相（番外編）』 第1話「列車衝突（列車激突、原題：TRAIN COLLISION）」 - 『メーデー!:航空機事故の真実と真相』の番外編として、本事故が取り上げられた。